# Virgin Interactive
 (octobre 2019).
Si vous disposez d'ouvrages ou d'articles de référence ou si vous connaissez des sites web de qualité traitant du thème abordé ici, merci de compléter l'article en donnant les références utiles à sa vérifiabilité et en les liant à la section « Notes et références ».
Virgin Interactive était une société britannique de développement et d'édition de jeux vidéo, faisant partie du groupe Virgin jusqu'en 1991 où elle est vendue à Sega. Elle a été créée en 1983 sous le nom Virgin Games puis renommée Virgin Mastertronic Ltd. en 1988 jusqu'en 1991 puis renommée Virgin Games puis Virgin interactive en 1993, et a aidé plusieurs développeurs, Westwood Studios et Synergistic entre autres.
Elle a été rachetée par Titus Interactive en 1999 et renommée Avalon Interactive le 1er juillet 2003.

## Jeux édités
- 1983 : Falcon Patrol
- 1985 : Leisure Genius Presents: Monopoly
- 1986 : Dan Dare: Pilot of the Future
- 1986 : Storm
- 1986 : Sport of Kings
- 1986 : Shogun
- 1988 : Dan Dare 2: Mekon's Revenge
- 1990 : Scrabble: Deluxe Edition
- 1990 : Magic Johnson MVP
- 1991 : Jimmy White's Whirlwind Snooker
- 1991 : The Simpsons: Bart vs. the World
- 1991 : Spot
- 1992 : M.C. Kids
- 1992 : Monopoly Deluxe
- 1992 : Caesar's Palace
- 1992 : Deluxe Scrabble for Windows
- 1993 : Color a Dinosaur
- 1993 : Global Gladiators
- 1993 : Cool Spot
- 1993 : The Incredible Crash Dummies
- 1993 : Goal
- 1993 : Aladdin
- 1993 : Cannon Fodder
- 1993 : Dragon: The Bruce Lee Story
- 1993 : Robocop Versus The Terminator
- 1994 : Earthworm Jim
- 1994 : Dino Dini's Soccer
- 1994 : Beneath a steel sky
- 1994 : Le Livre de la jungle
- 1994 : Award Winners: Gold Edition
- 1994 : Le Roi lion
- 1994 : World Cup Year 94
- 1994 : Cannon Fodder 2
- 1995 : Sensible Golf
- 1995 : Earthworm Jim 2
- 1996 : Caddy Hack
- 1996 : Harvester
- 1996 : Screamer 2
- 1996 : Toonstruck
- 1997 : 4-4-2 Soccer
- 1997 : Blade Runner
- 1997 : Screamer Rally
- 1997 : SubSpace
- 1998 : Arcanes
- 2000 : Vampire Hunter D
- 2000 : Screamer 4x4
- 2001 : Original War
- 2001 : European Super League